# Блок питания лабораторный
Блок питания лабораторный (ЛБП) — блок питания (БП), дополненный определённым набором служебных функций и имеющий документированную реакцию на различные нештатные ситуации, происходящие с подключенной к нему нагрузкой. С точки зрения метрологии, это измерительный прибор, хранящий эталон как минимум одной физической величины (электрическое напряжение) и воспроизводящий её с целью произведения электрических измерений в сопрягаемых приборах и их отладки.
В наиболее простом виде из часто используемых, лабораторный БП имеет регулировку выходного положительного напряжения в пределах 5 В или 12 В, имеет один выходной канал, не имеет защиты от перегрузки, как и прочих служебных функций. Тем не менее, этого достаточно для некритичных, повседневных задач. Такие устройства нередко являются полностью самодельными или построенными самостоятельно из компонентов-заготовок.
Более надёжные устройства, помимо регулировки выходного напряжения, могут иметь такие возможности, как:
- ограничение выходного тока, в том числе регулируемое;
- встроенные амперметр, вольтметр;
- встроенный источник опорного напряжения (бандгап) для прецизионной регулировки выходного напряжения
- несколько выходных каналов, с разной степенью зависимости между ними;
- защита от перенапряжения, от перетока мощности из нагрузки в БП;
- функция регулируемой (электронной) нагрузки;
- хранение нескольких заранее предустановленных режимов (комбинаций выходных параметров);
- Режимы работы: либо в режиме источника тока - блок питания автоматически регулирует напряжение, поддерживая заданное значение силы тока, либо в режиме источника ЭДС - выдает определëнное значение напряжения.

а также и иные свойства — в этом плане, лабораторные БП весьма разнообразны.
Важнейший параметр лабораторного БП — точность установки (воспроизведения) выходного напряжения. Помимо этого, есть и другие:
- пределы регулировки выходного напряжения, и в ряде случаев — тока;
- выходная мощность;
- уровень и частота пульсаций выходного напряжения;
- количество выходных каналов;
- точность (класс точности или количество знаков) встроенной измерительной головки (цифровой шкалы);

а также ряд специальных параметров и служебных функций, таких как особо малые высокочастотные шумы, высокий КПД, защищённое исполнение, диапазон входных напряжений, дистанционное управление от ПЭВМ, и немало прочих.